# Sundsjön (Västra Ny socken, Östergötland)
Sundsjön är en sjö i Motala kommun i Östergötland och ingår i Motala ströms huvudavrinningsområde. Sjön har en area på 0,0894 kvadratkilometer och ligger 115,4 meter över havet.

## Delavrinningsområde
Sundsjön ingår i det delavrinningsområde (650475-145846) som SMHI kallar för Inloppet i Salstern. Medelhöjden är 120 meter över havet och ytan är 18,08 kvadratkilometer. Räknas de 2 avrinningsområdena uppströms in blir den ackumulerade arean 42,95 kvadratkilometer. Hällestadsån (Storån) som avvattnar avrinningsområdet har biflödesordning 2, vilket innebär att vattnet flödar genom totalt 2 vattendrag innan det når havet efter 101 kilometer. Avrinningsområdet består mestadels av skog (69 procent), öppen mark (11 procent) och jordbruk (11 procent). Avrinningsområdet har 0,9 kvadratkilometer vattenytor vilket ger det en sjöprocent på 4,9 procent.